# پوکاراجو (لوکما)
پوکاراجو (به اسپانیایی: Pucaraju) یک کوه در پرو است که در Lucma District واقع شده‌است. پوکاراجو ۵٬۰۲۵ متر بالاتر از سطح دریا واقع شده‌است.